# Constanze Mozart
Constanze Mozart, de nom de soltera Constanze Weber (Zell im Wiesenthal, Alemanya, 1762 - Salzburg, 1842), fou una soprano, cosina del compositor Carl Maria Von Weber, i esposa de Wolfgang Amadeus Mozart.
Mozart i Constanze Weber es van conèixer el 1777 a Mannheim. No obstant això, en aquell moment, Mozart no hi era interessat, sinó en la germana major, Aloysa. En un posterior trobada amb la família Weber a Viena el 1781, Mozart es va assabentar de la boda d'Aloysa, i va ser llavors quan començar a festejar Constanze. Ambdós es van casar el 4 d'agost de 1782. En nou anys van tindre sis fills:
- Raimund Leopold Mozart (1783)
- Karl Thomas Mozart (1784)
- Johann Leopold Mozart (1786)
- Theresia Mozart (1787)
- Anna Mozart (1789)
- Franz Xaver Wolfgang Mozart (1791).

Només dos dels fills, Karl Thomas i Franz Xaver Wolfgang, van sobreviure a la infància. A causa dels seus molts embarassos en tan poc de temps, Constanze era dèbil i passava molt de temps al llit.
Després de la mort de Mozart el 1791, Constanze es va quedar sola amb dos fills i els deutes del seu marit. Per mantenir-se amb la seva germana Aloisia van organitzar concerts benèfics i una gira de concerts amb obres de Mozart a la temporada de 1795/96. Els 1800 va vendre els manuscrits que encara tenia a l'editor Johann Anton André a Offenbach.
El 1809, es va casar amb Georg Nikolaus von Nissen, un diplomàtic i escriptor danès. Entre 1810 i 1820 van viure a Copenhaguen, viatjant posteriorment per Europa, especialment Itàlia i Alemanya. El 1824 es van assentar a Salzburg. Junts van treballar en una biografia de Mozart, van purgar i revisar la correspondència familiar. Va ser publicada el 1828, dos anys després de la mort del von Nissen.
El 2006, la versió digital del diari alemany Der Spiegel va parlar d'un daguerreotip retrobat a Baviera amb la imatge de Constanze, de 78 anys.